# 살쾡이자리 6 b
살쾡이자리 6 b는 살쾡이자리 방향으로 지구로부터 186 광년 떨어진 곳에 있는 항성 살쾡이자리 6 주위를 도는, 외계 행성이다. 행성의 최소 질량은 목성의 2.4배이며 예상 반지름은 목성의 1.015배이다. 공전 주기는 899일 또는 2.46년이다. 항성으로부터의 평균 거리는 2.2 천문단위로, 근일점에서 1.9, 원일점에서 2.5 천문단위이며 궤도이심률은 0.134이다(이는 외계 행성들 중에서는 작은 쪽에 속하는 값이다). 수다르스키의 외계 행성 겉모습 분류에 따르면 이 행성은 물의 구름으로 덮인, II형에 속한다. 항성으로부터 떨어진 거리를 고려할 때 행성 상층부 대기 온도는 340 켈빈 정도일 것이다. 2008년 7월 3일 사토 연구진이 도플러 분광법을 통해 이 행성을 발견했다. 도플러 분광법은 행성의 중력이 항성을 흔들어, 항성의 스펙트럼에 미묘한 변화가 생기는 것을 포착, 천체의 존재를 밝히는 기술이다.

## 같이 보기
- 안드로메다자리 14 b
- 살쾡이자리 41 b
- 고래자리 81 b